# Diploderma slowinskii
Diploderma slowinskii — вид ігуаноподібних ящірок родини агамових (Agamidae). Ендемік Китаю. Вид названий на честь американського герпетолога Джозефа Бруно Словінскі. Описаний у 2017 році.

## Поширення і екологія
Diploderma slowinskii мешкають в долині річки Салуїн у горах Гендуаншань, на території Нуцзян-Лісуської автономної префектури на північному заході провінції Юньнань. Вони живуть на полях, в чагарникових заростях у вторинних лісах, серед каміння і скель. Зустрічаються на висоті від 138 до 2500 м над рівнем моря. Відкладають яйця.